# Elimination Chamber
Trận đấu loại bên trong lồng đấu sinh tử (tiếng Anh: WWE Elimination Chamber) là một dạng trận đấu lồng sắt nhưng lồng không được cấu tạo từ mảnh B40 như những trận đấu lồng sắt bình thường mà là một khối dây xích có độ dài tổng cộng là 3,22 km đan xen lại với nhau, đỉnh là hình cầu kín, lồng hình trụ tròn bao vòng quanh khuôn viên sàn đấu. Ở bốn góc của võ đài sẽ có bốn cái lồng nhỏ làm bằng Mica để nhốt đô vật bên trong. Theo tin đồn, năm 2015 sẽ là năm cuối cùng sử dụng lồng sắt này. Nhưng kể từ năm 2017 chiếc lồng này được thông báo sẽ sử dụng trong các trận đấu của WWE tiếp tục với một số thay đổi của chiếc lồng, cũng trong năm đó SmackDown tổ chức riêng sự kiện. Năm 2018, Raw tổ chức riêng sự kiện, trong khi trận đấu ban đầu chỉ dành cho các đô vật nam, sự kiện năm 2018 có phiên bản đầu tiên dành cho nữ và cách thức tổ chức cũng giống như trận đấu của nam. Năm 2019, sự kiện tổ chức cho cả Raw, SmackDown, 205 Live; cùng với đó là trận đấu xác định người giành được đai WWE Women's Tag Team Championship. Sự kiện năm 2020 phải dời sang tháng 3 do tháng 2 tổ chức sự kiện WWE Super ShowDown. Năm 2021, sự kiện đã quay lại tổ chức vào tháng 2.

## Luật đấu
Sẽ có tất cả là 6 đô vật tham gia, lúc đầu sẽ có 2 đô vật trên sàn trước, sau khoảng 5 phút sẽ có ánh đèn sân khấu chiếu liên tục qua các lồng nhỏ để chọn ngẫu nhiên một trong những đô vật còn lại cho đến khi hết 4 người. Các đô vật sẽ bị loại từ từ bằng đòn đè hoặc đòn khoá. Người cuối cùng trụ lại được sẽ là người giành chiến thắng.

## Thời gian và địa điểm
|  | Raw |  | SmackDown |  | ECW |

| Thứ tự | Brand         | Giải thưởng                                                                                  | Kết quả | Ngày       | Sự kiện               | Địa điểm                   | Thời gian |
| ------ | ------------- | -------------------------------------------------------------------------------------------- | --- | ---------- | --------------------- | -------------------------- | --------- |
| 1      | Raw           | World Heavyweight Championship                                                               | Shawn Michaels đánh bại Triple H (c), Chris Jericho, Booker T, Kane, Rob Van Dam | 17/11/2002 | Survivor Series       | New York City, New York    | 39:20     |
| 2      | Raw           | World Heavyweight Championship                                                               | Triple H (c) đánh bại Chris Jericho, Goldberg, Kevin Nash, Randy Orton, Shawn Michaels | 24/8/2003  | SummerSlam            | Phoenix, Arizona           | 19:12     |
| 3      | Raw           | The vacant World Heavyweight Championship                                                    | Triple H đánh bại Batista, Chris Benoit, Chris Jericho, Edge, Randy Orton (với Shawn Michaels là trọng tài) | 9/1/2005   | New Year's Revolution | San Juan, Puerto Rico      | 35:02     |
| 4      | Raw           | WWE Championship                                                                             | John Cena (c) đánh bại Carlito, Chris Masters, Kane, Kurt Angle, Shawn Michaels | 8/1/2006   | New Year's Revolution | Albany, New York           | 28:25     |
| 5      | ECW           | ECW World Championship                                                                       | Bobby Lashley đánh bại Big Show (c), CM Punk, Hardcore Holly, Rob Van Dam, Test | 3/12/2006  | December to Dismember | Augusta, Georgia           | 24:42     |
| 6      | SmackDown/ECW | Trận đấu tranh đai World Heavyweight Championship tại WrestleMania XXIV                      | The Undertaker đánh bại Batista, Big Daddy V, Finlay, Montel Vontavious Porter, The Great Khali | 17/2/2008  | No Way Out            | Las Vegas, Nevada          | 29:28     |
| 7      | Raw           | Trận đấu tranh đai WWE Championship tại WrestleMania XXIV                                    | Triple H đánh bại Chris Jericho, Jeff Hardy, John "Bradshaw" Layfield, Shawn Michaels, Umaga | 17/2/2008  | No Way Out            | Las Vegas, Nevada          | 23:54     |
| 8      | SmackDown     | WWE Championship                                                                             | Triple H đánh bại Edge (c), Big Show, Jeff Hardy, The Undertaker, Vladimir Kozlov | 15/2/2009  | No Way Out            | Seattle, Washington        | 35:55     |
| 9      | Raw           | World Heavyweight Championship                                                               | Edge đánh bại John Cena (c), Chris Jericho, Kane, Mike Knox, Rey Mysterio | 15/2/2009  | No Way Out            | Seattle, Washington        | 29:46     |
| 10     | Raw           | WWE Championship                                                                             | John Cena đánh bại Sheamus (c), Kofi Kingston, Randy Orton, Ted DiBiase, Triple H | 21/2/2010  | Elimination Chamber   | St. Louis, Missouri        | 30:10     |
| 11     | SmackDown     | World Heavyweight Championship                                                               | Chris Jericho đánh bại The Undertaker (c), CM Punk, John Morrison, Rey Mysterio, R-Truth | 21/2/2010  | Elimination Chamber   | St. Louis, Missouri        | 35:40     |
| 12     | SmackDown     | World Heavyweight Championship                                                               | Edge (c) đánh bại Big Show, Drew McIntyre, Kane, Rey Mysterio, Wade Barrett | 20/2/2011  | Elimination Chamber   | Oakland, California        | 31:30     |
| 13     | Raw           | Trận đấu tranh đai WWE Championship tại WrestleMania XXVII                                   | John Cena đánh bại CM Punk, John Morrison, Sheamus, Randy Orton, R-Truth | 20/2/2011  | Elimination Chamber   | Oakland, California        | 33:12     |
| 14     | WWE           | WWE Championship                                                                             | CM Punk (c) đánh bại Chris Jericho, Dolph Ziggler, Kofi Kingston, R-Truth, The Miz | 19/2/2012  | Elimination Chamber   | Milwaukee, Wisconsin       | 32:39     |
| 15     | WWE           | World Heavyweight Championship                                                               | Daniel Bryan (c) đánh bại Big Show, Cody Rhodes, Santino Marella, The Great Khali, Wade Barrett | 19/2/2012  | Elimination Chamber   | Milwaukee, Wisconsin       | 34:04     |
| 16     | WWE           | World Heavyweight Championship match at WrestleMania 29                                      | Jack Swagger đánh bại Chris Jericho, Daniel Bryan, Kane, Mark Henry, Randy Orton | 17/2/2013  | Elimination Chamber   | New Orleans, Louisiana     | 31:18     |
| 17     | WWE           | WWE World Heavyweight Championship                                                           | Randy Orton (c) đánh bại Cesaro, Christian, Daniel Bryan, John Cena, Sheamus | 23/2/2014  | Elimination Chamber   | Minneapolis, Minnesota     | 37:30     |
| 18     | WWE           | WWE Tag Team Championship                                                                    | The New Day (Big E, Kofi Kingston, Xavier Woods) (c) đánh bại (Cesaro, Tyson Kidd), Primo and Epico\|Los Matadores (Diego, Fernando), The Ascension (Konnor, Viktor), The Lucha Dragons (Kalisto, Sin Cara), The Prime Time Players (Darren Young, Titus O'Neil) | 31/5/2015  | Elimination Chamber   | Corpus Christi, Texas      | 23:40     |
| 19     | WWE           | The vacant WWE Intercontinental Championship                                                 | Ryback đánh bại Dolph Ziggler, King Barrett, Mark Henry, R-Truth, Sheamus | 31/5/2015  | Elimination Chamber   | Corpus Christi, Texas      | 25:12     |
| 20     | SmackDown     | WWE Championship                                                                             | Bray Wyatt đánh bại John Cena (c), A.J. Styles, Baron Corbin, Dean Ambrose, The Miz | 12/2/2017  | Elimination Chamber   | Phoenix, Arizona           | 34:20     |
| 21     | Raw           | WWE Raw Women's Championship                                                                 | Alexa Bliss (c) đánh bại Bayley, Mandy Rose, Mickie James, Sasha Banks, Sonya Deville | 25/2/2018  | Elimination Chamber   | Paradise, Nevada           | 29:35     |
| 22     | Raw           | Trận đấu lấy người chiến thắng để tranh đai WWE Universal Championship tại WrestleMania 34   | Roman Reigns đánh bại Braun Strowman, Elias, Finn Balor, John Cena, Seth Rollins, The Miz | 25/2/2018  | Elimination Chamber   | Paradise, Nevada           | 40:15     |
| 23     | Raw/SmackDown | WWE Women's Tag Team Championship                                                            | The Boss 'n' Hug Connection (Bayley và Sasha Banks) đánh bại Carmella và Naomi; Mandy Rose và Sonya Deville; Nia Jax và Tamina, The IIconics (Billie Kay và Peyton Royce); The Riott Squad (Liv Morgan và Sarah Logan)                                           | 17/2/2019  | Elimination Chamber   | Houston, Texas             | 33:00     |
| 24     | SmackDown     | WWE Championship                                                                             | Daniel Bryan (c) đánh bại A.J. Styles, Jeff Hardy, Kofi Kingston, Randy Orton, Samoa Joe | 17/2/2019  | Elimination Chamber   | Houston, Texas             | 36:40     |
| 25     | SmackDown     | WWE SmackDown Tag Team Championship                                                          | The Miz và John Morrison (c) đánh bại Dolph Ziggler and Robert Roode; Heavy Machinery (Otis và Tucker); Lucha House Party (Lince Dorado và Gran Metalik), The New Day (Big E và Kofi Kingston); The Usos (Jey Uso và Jimmy Uso)                                  | 8/3/2020   | Elimination Chamber   | Philadelphia, Pennsylvania | 32:55     |
| 26     | Raw           | Trận đấu lấy người chiến thắng để tranh đai WWE Raw Women's Championship tại WrestleMania 36 | Shayna Baszler đánh bại Asuka, Liv Morgan, Natalya, Ruby Riott, Sarah Logan | 8/3/2020   | Elimination Chamber   | Philadelphia, Pennsylvania | 21:00     |
| 27     | SmackDown     | Trận đấu lấy người chiến thắng và ngay sau đó tranh đai WWE Universal Championship           | Daniel Bryan đánh bại Cesaro, Jey Uso, Kevin Owens, King Corbin, Sami Zayn | 21/2/2021  | Elimination Chamber   | St. Petersburg, Florida    | 34:20     |
| 28     | Raw           | WWE Championship                                                                             | Drew McIntyre (c) đánh bại A.J. Styles, Jeff Hardy, Kofi Kingston, Randy Orton, Sheamus | 21/2/2021  | Elimination Chamber   | St. Petersburg, Florida    | 31:10     |
| 29     | Raw           | Trận đấu lấy người chiến thắng để tranh đai WWE Raw Women's Championship tại WrestleMania 38 | Bianca Belair đánh bại Alexa Bliss, Doudrop, Liv Morgan, Nikki A.S.H và Rhea Ripley | 19/2/2022  | Elimination Chamber   | Jeddah, Ả Rập Xê Út        | 15:45     |
| 30     | Raw           | WWE Championship                                                                             | Brock Lesnar đánh bại Bobby Lashley (c), AJ Styles, Austin Theory, Riddle và Seth Rollins | 19/2/2022  | Elimination Chamber   | Jeddah, Ả Rập Xê Út        | 15:10     |